# 哈薩斯納區
34°49′27″N 0°19′23″E / 34.8242°N 0.3231°E
哈薩斯納區（阿拉伯语：‎），是阿爾及利亞的行政區，位於該國西北部，由賽伊達省負責管轄，首府設於哈薩斯納，面積1,082平方公里，2008年人口为27,505人，人口密度每平方公里25人。